# Stanisław Przybyszewski
Stanisław Przybyszewski (født 7. maj 1868 i Łojewo, død 23. november 1927 i Jaronty) var en tysk-polsk forfatter som både skrev på tysk og polsk.
Han var en af de første ekspressionister inden for litteraturen. Han er også anset som en vigtig formidler mellem tysk og slavisk litteratur.
Stanisław Przybyszewski blev født den 7. maj 1868 i landsbyen Lojewo, hvor faderen var lærer. Lojewo ligger en halv snes km sydsydvest for byen Inowrazlaw (Hohensalza) i den del af Polen, som i 1772 blev annekteret af Prøjsen som "Vestpreussen" i forbindelse med Polens såkaldte 1. deling. Efter Wienerkongressen i 1815 blev dette område indlemmet i kongeriget Prøjsen som en del af provinsen Posen. Stanislaw Przybyszewski blev altså født som prøjsisk statsborger og blev ved samlingen af Tyskland i 1871 borger i Det tyske Rige.
I april 1889 rejste Przybyszewski til Berlin for at studere arkitektur, men han skiftede allerede i maj 1890 til medicinstudiet. Dog afsluttede han aldrig dette studium, da han blev bortvist fra universitetet. Ifølge egne oplysninger pga. socialistisk agitation, da han var redaktør af den polske arbejderavis "Gazeta Robotnicza", men ifølge officielle optegnelser pga. forsømmelser fra undervisningen. Som en reminiscens af hans medicinstudium forekommer den naturvidenskabelige terminologi og de "kliniske" beskrivelser af nærmest patologiske sindstilstande, som præger hans litterære værker. Desuden inspirerede nogle af Przybyszewskis notater den senere så berømte kirurg Carl Ludwig Schleich på en sådan måde, at denne blev ledt frem til opdagelsen af lokalbedøvelsen (lokalanæstesien).
Przybyszewskis skarpe og provokerende udfald mod den Katolske Kirke samt hans interesse for dæmonologi og heksevæsen gav ham i nogle kredse prædikatet "satanist".
Przybyszewski færdedes i den såkaldte "Friedrichshagener Kreis" med dens boheme-forfattere, der var fulde af begejstring for den nye strømning: Naturalismen fra Skandinavien. Da August Strindberg i 1892 nærmest flygtede til Berlin, opstod snart en skandinavisk kunstnerkoloni omkring den vinstue på Neue Wilhelmstraße, som Strindberg kaldte "Zum schwarzen Ferkel". Her færdedes bl.a. Holger Drachmann, Edvard Munch og mange andre kunstnere og intellektuelle fra Skandinavien, Tyskland og andre europæiske lande. Da Strindberg i forbindelse med sit ægteskab med Friederike Uhl i marts 1893 forlod Berlin, fortsatte kredsen omkring Przybyszewski.
Przybyszewski var en meget nær ven af Edvard Munch, og han var den første, som skrev noget positivt om Munchs ellers meget forkætrede billeder. I 1893 blev Przybyszewski gift med den legendariske Dagny Juel fra Kongsvinger i Norge, og indtil 1898 var parret i perioder også bosat i Norge.
I 1898 blev Przybyszewski redaktør af det polsksprogede tidsskrift "Życie" (Livet), som blev udgivet i Krakau (Kraków), der dengang hørte til Østrig, og Przybyszewski blev midtpunktet i kunstnerkredsen "Det unge Polen". Dagny Juel blev i 1901 skudt af en ung mand, Władysław Emeryk, på et hotelværelse i Tiflis (Tbilisi) i Georgien. Przybyszewski bosatte sig derefter i det russiskkontrollerede Warszawa og giftede sig i 1905 med sin elskerinde, fru Jadwiga Kasprowicz. I perioden 1906-1919 var parret bosat i München, og under Første Verdenskrig arbejdede Przybyszewski for en polsk-tysk forståelse. Efter krigen flyttede parret tilbage til Polen, bl.a. til Warszawa, der var blevet hovedstad i den nyoprettede polske republik, og Stanisław Przybyszewski døde den 23. november 1927.
Przybyszewski skrev og udgav sine værker på tysk i perioden 1892-1897. Efter 1898 skrev og udgav han sine værker på polsk og han oversatte selv sine værker mellem de to sprog. Oversættelserne er dog så frie, at der nærmere er tale om to forskellige varianter af værket. De tyske originaludgaver anses for at være de mest vellykkede, og Przybyszewskis hovedværk anses for at være romantrilogien "Homo Sapiens". Før Den russiske Revolution var Przybyszewski en af de mest spillede dramatikere i Rusland.

## Værker på tysk
Denne oversigt viser forfatterens værker, som han selv har udgivet på tysk. Erindringerne udkom dog først på tysk efter hand død, men da de er meget vigtige for forfatterskabet, er de medtaget her. Værkerne står i kronologisk rækkefølge.
- Zur Psychologie des Individuums I-II (1892) Essays
- De Profundis (1895) Prosa
- Vigilien (1895) Prosa
- Homo Sapiens I-III (1895-98) Romantrilogi
- Die Synagoge des Satan (1897) Essays
- Satans Kinder (1897) Roman
- Das große Glück (1897) Drama
- Epipsychidion (1900) Prosa
- Totentanz der Liebe (1902) Fire dramaer
- Erdensöhne (1905) Roman
- Androgyne (1906)(Polsk 1900) Prosa
- Gelübde (1906) Drama
- Polen und der heilige Krieg (1916) Essays
- Von Polens Seele. Ein Versuch (1917) Essays
- Der Schrei (1918) Roman
- 'Ferne komm ich her...' Erinnerungen an Berlin und Krakau Gustav Kiepenheuer Verlag, Leipzig & Weimar 1985. (Polsk: Moi współcześni, I-II (1927-28)) Erindringer

## Værker på skandinavisk
Denne oversigt viser forfatterens værker, der er udgivet på dansk, norsk eller svensk.
- Underveis, Alb. Cammermeyers Forlag, Kristiania 1895
- Over Bord, Nordisk Forlag, København 1896
- En Ubekendt, In: Tilskueren, København 1896
- Öfver bord, Stockholm 1900
- Satans synagoge, Forlag1.dk, København 2009
- Androgyne, Forlag1.dk, København 2014